# The Voidz
The Voidz (ранее Julian Casablancas + The Voidz) — американская рок-группа. В состав группы входят Джулиан Касабланкас (вокал), Джереми «Бердо» Гриттер (гитара), Амир Ягмай (гитара), Джейкоб «Джейк» Берковичи (бас-гитара, синтезаторы), Алекс Карапетис (ударные) и Джефф Кайт (клавишные). Их дебютный альбом занял 50-е место в списке 50 лучших альбомов 2014 года по версии NME.

## История

### Формирование группы,Tyranny(2013—2016)
Джефф Кайт, Алекс Карапетис и Джейк Берковичи ранее работали с Джулианом Касабланкас. Кайт и Карапетис выступили в составе концертной группы Sick Six (совместно с Даниэль Хаим), поддержав Касабланкас во время тура с его первым сольным альбомом Phrazes for the Young. Кайт и Карапетис вместе с Берковичи также работали над «I Like the Night», песней Касабланкас, записанной в рамках рекламной кампании, которую он проводил для французского модного лейбла Azzaro. Джулиану понравилось работать с группой, и он решил сотрудничать с другими музыкантами в формате, аналогичном Sick Six, при записи своего следующего альбома. Таким образом, Касабланкас, Карапетис, Берковичи и Кайт вместе с общими друзьями Джереми Гриттером и Амиром Ягмай сформировали The Voidz.
Группа, тогда известная как Julian Casablancas + The Voidz, подписала контракт со звукозаписывающим лейблом Касабланкас, Cult Records, и после выступления на фестивале SXSW начала гастролировать по миру в течение 2014 и 2015 годов, играя на различных фестивалях и хедлайн-шоу, в том числе фестивале Lollapallooza в Чили, Бразилии и Аргентине, а также Coachella, Festival Estéreo Picnic в Колумбии, Губернаторском балу в Нью-Йорке и Primavera Sound в Барселоне. Дебютный альбом группы, Tyranny, вышел 23 сентября 2014 года. Выступления группы обычно состоят из смеси ранних сольных песен Джулиана Касабланкас, каверов на песни The Strokes, написанных исключительно Джулианом, и совместных работ Касабланкас с другими артистами (такими как Instant Crush с Daft Punk и Little Girl с Sparklehorse & Danger Mouse). а также их собственный оригинальный материал из Tyranny и Virtue.

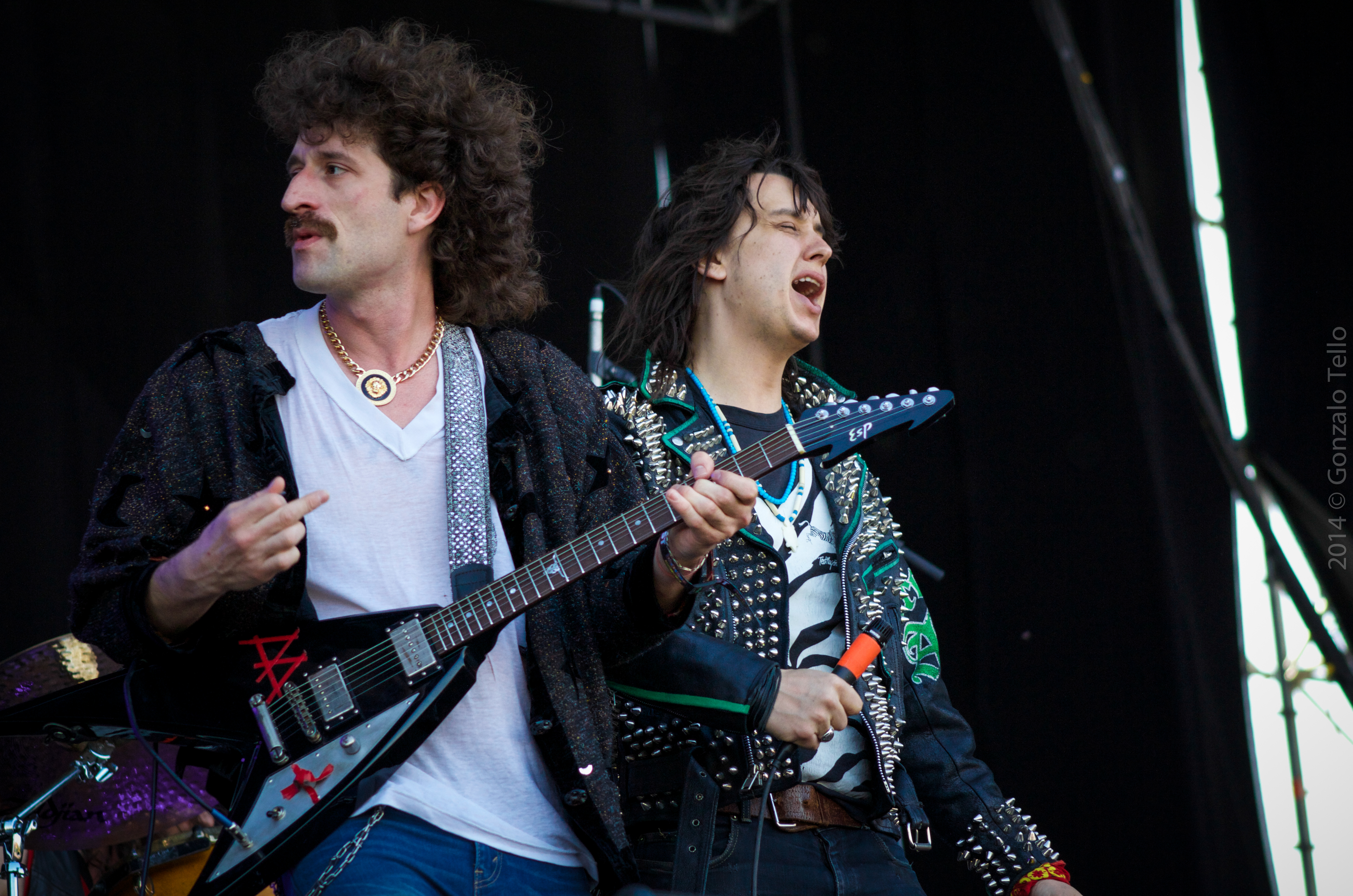
С Джереми «Беардо» Гриттером (участником Whitestarr) на Lollapalooza Chile, 2014

### Virtue(2017 — настоящее время)
8 декабря 2017 года группа анонсировала Virtue, а также подписание контракта с RCA. 23 января 2018 года вышел первый сингл «Leave It In My Dreams» из нового альбома Virtue. Релиз Virtue был анонсирован 30 марта 2018 года в Cult Records через RCA. 15 декабря 2020 года группа выпустила сингл под названием «Alien Crime Lord» в рамках продвижения обновления GTA Online Cayo Perico Heist.

## Участники группы
- Джулиан Касабланкас — вокал, вокодер, семплер, гитара (2013 — настоящее время)
- Джереми «Бердо» Гриттер — гитара, клавишные (2013 — настоящее время)
- Амир Ягмай — гитара, клавишные (2013 — настоящее время)
- Джейкоб «Джейк» Берковичи — бас, синтезаторы (2013 — настоящее время)
- Алекс Карапетис — ударные, перкуссия, бас (2013 — настоящее время)
- Джефф Кайт — клавишные (2013 — настоящее время)

## Дискография
Студийные альбомы
- Tyranny (2014)
- Virtue (2018)
- Like All Before You (2024)